# Llista de topònims de Menàrguens
Llista de topònims (noms propis de lloc) del municipi de Menàrguens, a la Noguera
Informació actualitzada per un bot. Els canvis manuals es perdran quan s'actualitzi!

## edifici
| imatge | Nom                                | Ubicat a   | instància de | Detalls                                  | coordenades                                                                                              | Protecció                                  | Commons (més fotos)                             | Dades a WD                    |
| ------ | ---------------------------------- | ---------- | ------------ | ---------------------------------------- | --- | ------------------------------------------ | ----------------------------------------------- | ----------------------------- |
|        | Antiga caserna de la Guàrdia Civil | Menàrguens | edifici      | Estil: noucentisme 20th century          | 41° 43′ 24″ N, 0° 45′ 00″ E / 41.723417°N,0.750015°E ca:Carretera de Térmens 194 msnm                    | bé integrant del patrimoni cultural català | Antiga caserna de la Guàrdia Civil (Menàrguens) | Modifica les dades a Wikidata |
|        | escola pública de Menàrguens       | Menàrguens | edifici      | Estil: arquitectura popular 20th century | 41° 43′ 46″ N, 0° 44′ 32″ E / 41.729428°N,0.742167°E ca:Plaça de l'Empit de la Vall, Menàrguens 204 msnm | bé integrant del patrimoni cultural català | Escola pública de Menàrguens                    | Modifica les dades a Wikidata |
|        | estació de Carrilet                | Menàrguens | edifici      | Estil: noucentisme 20th century          | 41° 43′ 23″ N, 0° 45′ 03″ E / 41.723007°N,0.750968°E ca:Carretera de Térmens 193 msnm                    | bé integrant del patrimoni cultural català | Estació de carrilet de Menàrguens               | Modifica les dades a Wikidata |
|        | la Sucrera del Segre               | Menàrguens | edifici      | Estil: noucentisme                       | 41° 43′ 18″ N, 0° 45′ 04″ E / 41.7218°N,0.751125°E ca:Carretera de Térmens, Menàrguens 192 msnm          | bé cultural d'interès local                | La Sucrera del Segre                            | Modifica les dades a Wikidata |

## església
| imatge | Nom                       | Ubicat a   | instància de | Detalls                                                             | coordenades                                                                                         | Protecció                                  | Commons (més fotos)                   | Dades a WD                    |
| ------ | ------------------------- | ---------- | ------------ | ------------------------------------------------------------------- | --------------------------------------------------------------------------------------------------- | ------------------------------------------ | ------------------------------------- | ----------------------------- |
|        | Ermita de la Santa Creu   | Menàrguens | església     | Estil: arquitectura popular 18th century                            | 41° 44′ 08″ N, 0° 43′ 17″ E / 41.735525°N,0.721276°E ca:Carretera d'Albesa, Menàrguens 229 msnm     | bé integrant del patrimoni cultural català | Ermita de la Santa Creu de Menàrguens | Modifica les dades a Wikidata |
|        | Sant Pere de Menàrguens   | Menàrguens | església     | Estil: historicisme arquitectònic arquitectura popular 19th century | 41° 43′ 44″ N, 0° 44′ 33″ E / 41.728785°N,0.742549°E ca:Carrer de Sant Pere, 6, Menàrguens 204 msnm | bé integrant del patrimoni cultural català | Sant Pere de Menàrguens               | Modifica les dades a Wikidata |
|        | Sant Vicenç de Menàrguens | Menàrguens | església     | Estil: arquitectura gòtica 15th century                             | 41° 43′ 47″ N, 0° 44′ 36″ E / 41.729728°N,0.743419°E ca:Plaça de l'Església, Menàrguens 205 msnm    | bé cultural d'interès local                | Sant Vicenç de Menàrguens             | Modifica les dades a Wikidata |

## granja
| imatge | Nom                          | Ubicat a   | instància de | Detalls | coordenades                                                          | Protecció | Commons (més fotos) | Dades a WD                    |
| ------ | ---------------------------- | ---------- | ------------ | ------- | -------------------------------------------------------------------- | --------- | ------------------- | ----------------------------- |
|        | Granges del Ros              | Menàrguens | granja       |         | 41° 44′ 15″ N, 0° 45′ 04″ E / 41.7374475795406°N,0.751120945186491°E |           |                     | Modifica les dades a Wikidata |
|        | Granges dels Germans Llovera | Menàrguens | granja       |         | 41° 43′ 54″ N, 0° 44′ 18″ E / 41.7315610640004°N,0.738461505305277°E |           |                     | Modifica les dades a Wikidata |
|        | Granja del Vilanova          | Menàrguens | granja       |         | 41° 44′ 22″ N, 0° 44′ 31″ E / 41.7395293029247°N,0.742005680278915°E |           |                     | Modifica les dades a Wikidata |

## masia
| imatge | Nom               | Ubicat a   | instància de | Detalls | coordenades                                                          | Protecció | Commons (més fotos) | Dades a WD                    |
| ------ | ----------------- | ---------- | ------------ | ------- | -------------------------------------------------------------------- | --------- | ------------------- | ----------------------------- |
|        | Casa dels Comuns  | Menàrguens | masia        |         | 41° 45′ 16″ N, 0° 42′ 50″ E / 41.7544107899006°N,0.713940941712989°E |           |                     | Modifica les dades a Wikidata |
|        | Torre de Mirada   | Menàrguens | masia        |         | 41° 46′ 02″ N, 0° 43′ 18″ E / 41.7670935020843°N,0.721743009817197°E |           |                     | Modifica les dades a Wikidata |
|        | Torre del Capellà | Menàrguens | masia        |         | 41° 44′ 17″ N, 0° 42′ 24″ E / 41.7381329401637°N,0.70653438483925°E  |           |                     | Modifica les dades a Wikidata |

## pont
| imatge | Nom                | Ubicat a            | instància de | Detalls                                               | coordenades                                                  | Protecció                                  | Commons (més fotos) | Dades a WD                    |
| ------ | ------------------ | ------------------- | ------------ | ----------------------------------------------------- | ------------------------------------------------------------ | ------------------------------------------ | ------------------- | ----------------------------- |
|        | Pont de Menàrguens | Menàrguens Balaguer | pont         | Estil: arquitectura popular Travessa: riu de Farfanya | 41° 44′ 16″ N, 0° 45′ 09″ E / 41.737653°N,0.752597°E         | bé integrant del patrimoni cultural català |                     | Modifica les dades a Wikidata |
|        | Pont de la Sucrera | Menàrguens Térmens  | pont         | Travessa: Segre                                       | 41° 43′ 09″ N, 0° 45′ 25″ E / 41.71913°N,0.756906°E 193 msnm |                                            | Pont de la Sucrera  | Modifica les dades a Wikidata |

## zona humida
| imatge | Nom                                       | Ubicat a                                   | instància de      | Detalls                                   | coordenades                                                                  | Protecció | Commons (més fotos) | Dades a WD                    |
| ------ | ----------------------------------------- | ------------------------------------------ | ----------------- | ----------------------------------------- | ---------------------------------------------------------------------------- | --------- | ------------------- | ----------------------------- |
|        | Basses del Candó a lo Fondo de Santa Creu | Menàrguens                                 | zona humida bassa | Llarg: 131m Ample: 62m Superfície: 1.18ha | 41° 44′ 50″ N, 0° 43′ 18″ E / 41.7472°N,0.72167°E ca:Camí a Algerri 224 msnm |           | Basses del Candó    | Modifica les dades a Wikidata |
|        | Pantà de lo Fondo de Santa Creu           | Menàrguens                                 | zona humida       | Superfície: 1.3ha                         | 41° 44′ 32″ N, 0° 43′ 20″ E / 41.7423°N,0.7223°E                             |           |                     | Modifica les dades a Wikidata |
|        | Sot del Fuster                            | Vilanova de la Barca Menàrguens Torrelameu | zona humida       | Superfície: 16.12ha                       | 41° 42′ 36″ N, 0° 44′ 18″ E / 41.71°N,0.7382°E                               |           |                     | Modifica les dades a Wikidata |
|        | bassa de la casa del Manyet               | Menàrguens                                 | zona humida       | Superfície: 0.85ha                        | 41° 45′ 13″ N, 0° 44′ 01″ E / 41.7536°N,0.73355°E                            |           |                     | Modifica les dades a Wikidata |

## Misc
| imatge | Nom                              | Ubicat a                                                                            | instància de                                   | Detalls                                      | coordenades                                                                                       | Protecció                                            | Commons (més fotos)               | Dades a WD                    |
| ------ | -------------------------------- | ----------------------------------------------------------------------------------- | ---------------------------------------------- | -------------------------------------------- | ------------------------------------------------------------------------------------------------- | ---------------------------------------------------- | --------------------------------- | ----------------------------- |
|        | Ajuntament de Menàrguens         | Menàrguens                                                                          | casa consistorial                              | Estil: arquitectura popular 15th century     | 41° 43′ 46″ N, 0° 44′ 36″ E / 41.729474°N,0.743236°E ca:Carrer Major, Menàrguens 204 msnm         | bé integrant del patrimoni cultural català           | Ajuntament de Menàrguens          | Modifica les dades a Wikidata |
|        | Garrameu                         | Menàrguens                                                                          | vèrtex geodèsic                                | Alt: 1.2m                                    | 41° 43′ 48″ N, 0° 43′ 12″ E / 41.729963°N,0.719898°E 268.265 msnm                                 |                                                      |                                   | Modifica les dades a Wikidata |
|        | Menàrguens                       | Menàrguens                                                                          | entitat singular de població capital municipal | 793 hab                                      | 41° 43′ 49″ N, 0° 44′ 35″ E / 41.730317°N,0.743077°E 224 msnm                                     |                                                      |                                   | Modifica les dades a Wikidata |
|        | Polígon industrial de la Sucrera | Menàrguens                                                                          | polígon industrial                             |                                              | 41° 43′ 19″ N, 0° 45′ 04″ E / 41.721857511995°N,0.751111898502588°E                               |                                                      |                                   | Modifica les dades a Wikidata |
|        | Segre                            | Catalunya Pirineus Orientals                                                        | riu curs d'aigua riu aurífer                   | Desemboca: Ebre Llarg: 265km Conca: 22400km² | 42° 24′ 09″ N, 2° 06′ 30″ E / 42.4025°N,2.1084°E 41° 21′ 48″ N, 0° 18′ 16″ E / 41.3633°N,0.3044°E |                                                      | Segre River                       | Modifica les dades a Wikidata |
|        | Tossal del Garrameu              | Menàrguens                                                                          | muntanya                                       |                                              | 41° 43′ 48″ N, 0° 43′ 12″ E / 41.7299°N,0.719892°E 265.5 msnm                                     |                                                      |                                   | Modifica les dades a Wikidata |
|        | castell de Menàrguens            | Menàrguens                                                                          | castell                                        | Estil: arquitectura popular                  | 41° 43′ 50″ N, 0° 44′ 36″ E / 41.730491°N,0.743196°E ca:Carrer del Castell, Menàrguens 225 msnm   | bé d'interès cultural bé cultural d'interès nacional | Castell de Menàrguens             | Modifica les dades a Wikidata |
|        | plaça de l'Església              | Menàrguens                                                                          | plaça                                          | Estil: arquitectura popular 15th century     | 41° 43′ 47″ N, 0° 44′ 35″ E / 41.729807°N,0.743188°E                                              | bé integrant del patrimoni cultural català           | Plaça de l'Església de Menàrguens | Modifica les dades a Wikidata |
|        | riu de Farfanya                  | les Avellanes i Santa Linya Os de Balaguer Castelló de Farfanya Menàrguens Balaguer | curs d'aigua                                   | Desemboca: Segre Llarg: 35km                 | 41° 43′ 51″ N, 0° 45′ 52″ E / 41.7309°N,0.764358°E                                                |                                                      | Farfanya River                    | Modifica les dades a Wikidata |